# Championnat de France de basket-ball 2014-2015
Navigation
Saison précédente Saison suivante
| \| Boulogne Bourg Chalon Châlons Cholet Dijon Gravelines Le Havre Le Mans Limoges Villeurbanne Nancy Nanterre Orléans Paris Pau Rouen Strasbourg \| Localisation des clubs engagés dans le championnat. |
| Boulogne Bourg Chalon Châlons Cholet Dijon Gravelines Le Havre Le Mans Limoges Villeurbanne Nancy Nanterre Orléans Paris Pau Rouen Strasbourg                                                           |

La saison 2014-2015 de Pro A est la quatre-vingt-treizième édition du championnat de France masculin de basket-ball, la vingt-huitième depuis la création de la LNB et la vingt-deuxième sous l'appellation « Pro A ».
À l'issue de la saison régulière, les huit premières équipes au classement sont qualifiées pour les playoffs. Le vainqueur de ces playoffs est désigné « Champion de France ».
Les deux dernières équipes à l'issue de la saison régulière sont reléguées en Pro B.

## Formule de la compétition
Dix-huit équipes s'affrontent sous forme de matches aller-retour lors de la saison régulière, du 26 septembre 2014 au 16 mai 2015. Chaque équipe dispute en conséquence 34 matches, dont 17 à domicile et 17 à l'extérieur. Un classement est établi après chaque journée, prenant en compte le ratio entre le nombre de victoires et le nombre de matches joués.
Au terme de la phase aller, les équipes classées de la première à la huitième place sont qualifiées pour la Leaders Cup. Cette compétition se déroule sur trois jours, entre le 20 et le 22 février 2015, à Disneyland Paris.
À l'issue de la saison régulière, les huit meilleures équipes sont qualifiées pour les playoffs. Le vainqueur des playoffs est désigné champion de France et se qualifie directement pour la saison régulière 2015-2016 de l'Euroligue.
Les équipes classées 17e et 18e sont reléguées en Pro B. 

## Clubs participants

### Élargissement à 18 clubs
Après un échec la saison passée, la LNB souhaite de nouveau attribuer deux wild-cards pour la saison 2014-2015. Les équipes de Châlons-Reims et Rouen sont ainsi pressenties pour accéder à la Pro A. Le 8 juin 2014, les deux clubs sont officiellement invités par la LNB à rejoindre l'élite du basket français. Le choix de Rouen fait néanmoins polémique, le club de Seine-Maritime n'ayant terminé qu'à la 14e place de la saison de Pro B,.

### Clubs engagés
Les quatorze premiers de la saison 2013-2014 de Pro A, le premier de la saison régulière et le vainqueur des playoffs du championnat de France de basket-ball de Pro B 2013-2014 ainsi que deux équipes invitées par la LNB participent à la compétition.
| Club                           | Dernière montée | Classement 2013-2014 | Entraîneur                        | Depuis | Salle                                                     | Capacité théorique | Saisons en Pro A |
| ------------------------------ | --------------- | -------------------- | --------------------------------- | ------ | --------------------------------------------------------- | ------------------ | ---------------- |
| Strasbourg IG Basket           | 1999            | 1                    | Vincent Collet                    | 2011   | Rhénus Sport                                              | 6 200              | 46               |
| Limoges CSP                    | 2012            | 2                    | Jean-Marc Dupraz Philippe Hervé   | 2015   | Palais des Sports de Beaublanc                            | 5 516              | 30               |
| Le Mans Sarthe Basket          | 1990            | 3                    | Erman Kunter                      | 2014   | Antarès                                                   | 6 023              | 50               |
| SLUC Nancy Basket              | 1994            | 4                    | Alain Weisz                       | 2013   | Palais des sports Jean-Weille                             | 6 027              | 21               |
| Paris-Levallois Basket         | 2009            | 5                    | Gregor Beugnot                    | 2011   | Stade Pierre-de-Coubertin Palais des sports Marcel-Cerdan | 4 016 3 000        | 47               |
| JDA Dijon                      | 2011            | 6                    | Jean-Louis Borg                   | 2010   | Palais des Sports Jean-Michel Geoffroy                    | 4 628              | 26               |
| ASVEL Lyon-Villeurbanne        | 1948            | 7                    | Pierre Vincent John-David Jackson | 2014   | Astroballe                                                | 5 643              | 66               |
| Élan sportif chalonnais        | 1996            | 8                    | Jean-Denys Choulet                | 2013   | Le Colisée                                                | 4 948              | 19               |
| Orléans Loiret Basket          | 2006            | 9                    | François Peronnet Pierre Vincent  | 2015   | Zénith d'Orléans Palais des sports d'Orléans              | 5 500 3 222        | 9                |
| JSF Nanterre                   | 2011            | 10                   | Pascal Donnadieu                  | 1987   | Palais des sports Maurice Thorez                          | 1 594              | 4                |
| Élan béarnais Pau-Lacq-Orthez  | 2013            | 11                   | Claude Bergeaud                   | 2012   | Palais des sports de Pau                                  | 7 800              | 40               |
| BCM Gravelines Dunkerque       | 1988            | 12                   | Christian Monschau                | 2008   | Sportica                                                  | 3 043              | 27               |
| Cholet Basket                  | 1987            | 13                   | Laurent Buffard                   | 2012   | La Meilleraie                                             | 5 191              | 28               |
| STB Le Havre                   | 2000            | 14                   | Éric Bartecheky                   | 2012   | Salle des Docks Océane                                    | 3 298              | 18               |
| SOMB Boulogne-sur-Mer          | 2014            | 1 (Pro B)            | Germain Castano                   | 2009   | Salle Damrémont                                           | 1 650              | 1                |
| JL Bourg-en-Bresse             | 2014            | 2 (Pro B)            | Frédéric Sarre Jean-Luc Tissot    | 2015   | Ekinox                                                    | 3 548              | 8                |
| Champagne Châlons Reims Basket | 2014            | 3 (Pro B)            | Nikola Antić                      | 2010   | Complexe René-Tys Palais des sports Pierre-de-Coubertin   | 2 781 2 791        | 1                |
| SPO Rouen Basket               | 2014            | 14 (Pro B)           | Christophe Denis                  | 2012   | Kindarena                                                 | 6 000              | 4                |

Légende des couleurs
- Champion en titre
- Vice-champion en titre
- Promu de Pro B 2013-2014
- Clubs invités par la LNB

## Saison régulière

### Classement
| Rang | Équipe               | %  | J  | G  | P  | Pp   | Pc   | GA   |
| ---- | -------------------- | -- | -- | -- | -- | ---- | ---- | ---- |
| 1    | Strasbourg F         | 88 | 34 | 30 | 4  | 2592 | 2230 | 362  |
| 2    | Nanterre C           | 74 | 34 | 25 | 9  | 2797 | 2517 | 280  |
| 3    | Limoges T            | 65 | 34 | 22 | 12 | 2766 | 2593 | 173  |
| 4    | Le Mans L            | 56 | 34 | 19 | 15 | 2553 | 2537 | 16   |
| 5    | Lyon-Villeurbanne    | 56 | 34 | 19 | 15 | 2536 | 2465 | 71   |
| 6    | Le Havre             | 56 | 34 | 19 | 15 | 2585 | 2568 | 17   |
| 7    | Nancy                | 53 | 34 | 18 | 16 | 2608 | 2565 | 43   |
| 8    | Chalon-sur-Saône     | 53 | 34 | 18 | 16 | 2618 | 2575 | 43   |
| 9    | Gravelines Dunkerque | 53 | 34 | 18 | 16 | 2533 | 2441 | 92   |
| 10   | Dijon                | 50 | 34 | 17 | 17 | 2584 | 2595 | -11  |
| 11   | Paris Levallois      | 50 | 34 | 17 | 17 | 2611 | 2551 | 60   |
| 12   | Châlons-Reims I      | 50 | 34 | 17 | 17 | 2712 | 2702 | 10   |
| 13   | Pau-Lacq-Orthez      | 38 | 34 | 13 | 21 | 2539 | 2648 | -109 |
| 14   | Cholet               | 38 | 34 | 13 | 21 | 2661 | 2770 | -109 |
| 15   | Rouen I              | 35 | 34 | 12 | 22 | 2544 | 2718 | -174 |
| 16   | Orléans              | 29 | 34 | 10 | 24 | 2458 | 2667 | -209 |
| 17   | Bourg-en-Bresse P    | 26 | 34 | 9  | 25 | 2635 | 2851 | -216 |
| 18   | Boulogne-sur-Mer P   | 26 | 34 | 9  | 25 | 2632 | 2964 | -332 |

| Légende :                                     |
| - Qualification pour les playoffs             |
| - Relégation en Pro B                         |
| T : Tenant du titre                           |
| F : Finaliste de Pro A 2013-2014              |
| P : Promu de Pro B 2013-2014                  |
| C : Vainqueur de la Coupe de France 2013-2014 |
| L : Vainqueur de la Leaders Cup 2014          |
| I : Invité par la LNB par wild-card           |
| 0                                             |
| Source: lnb.fr                                |

Règlement :
Le classement est établi en tenant compte, :
- du pourcentage de matchs gagnés sur le nombre de matchs joués (il est attribué un match gagné en moins pour une rencontre perdue par forfait ou pénalité),
- du goal-average (rapport entre points pour et points contre).

Les huit premiers sont qualifiés pour les play-offs. Les deux derniers sont relégués en Pro B.

### Matches
| Résultats (dom.\ext.)                                              | BSM    | BRG     | CHA   | CCR    | CHO    | DIJ    | GRA    | LEH     | LEM   | LIM     | VIL   | NCY   | NTR     | ORL    | PAR   | PAU   | ROU    | STR   |
| Boulogne-sur-Mer                                                   |        | 80-79   | 66-61 | 80-84  | 103-79 | 86-70  | 64-79  | 102-103 | 57-74 | 85-96   | 90-99 | 82-89 | 74-98   | 86-92  | 66-95 | 79-73 | 61-66  | 70-93 |
| Bourg-en-Bresse                                                    | 94-80  |         | 99-88 | 62-81  | 90-80  | 96-101 | 71-78  | 73-81   | 65-87 | 67-99   | 65-95 | 83-68 | 83-99   | 75-98  | 76-84 | 88-67 | 87-72  | 82-86 |
| Chalon-sur-Saône                                                   | 100-78 | 73-80   |       | 89-84  | 95-88  | 66-76  | 52-57  | 80-78   | 73-88 | 81-72   | 79-80 | 81-64 | 96-72   | 85-69  | 70-64 | 84-72 | 94-82  | 52-56 |
| Châlons-Reims                                                      | 87-91  | 85-87   | 84-80 |        | 88-70  | 86-80  | 85-84  | 84-96   | 74-83 | 103-92  | 88-71 | 69-76 | 80-83   | 69-49  | 84-85 | 85-75 | 70-76  | 69-73 |
| Cholet                                                             | 115-90 | 91-77   | 79-81 | 77-80  |        | 81-73  | 74-73  | 79-84   | 83-85 | 66-78   | 75-73 | 87-84 | 77-88   | 89-67  | 78-85 | 78-79 | 80-75  | 52-67 |
| Dijon                                                              | 81-78  | 117-113 | 68-71 | 78-57  | 68-70  |        | 68-62  | 72-67   | 80-79 | 63-76   | 86-71 | 73-87 | 100-105 | 81-73  | 77-58 | 64-76 | 90-81  | 70-74 |
| Gravelines-Dunkerque                                               | 66-80  | 68-62   | 65-74 | 75-66  | 90-71  | 73-53  |        | 69-78   | 69-63 | 78-81   | 61-50 | 66-71 | 92-84   | 83-61  | 87-68 | 95-86 | 92-49  | 62-76 |
| Le Havre                                                           | 116-77 | 77-76   | 79-70 | 80-76  | 76-81  | 83-63  | 62-78  |         | 71-85 | 85-79   | 73-85 | 72-78 | 79-105  | 79-66  | 73-87 | 69-61 | 71-63  | 59-72 |
| Le Mans                                                            | 68-61  | 96-83   | 68-66 | 79-88  | 61-82  | 63-80  | 78-73  | 70-56   |       | 59-74   | 92-76 | 74-70 | 63-81   | 82-89  | 73-67 | 83-78 | 61-63  | 76-83 |
| Limoges                                                            | 83-88  | 79-70   | 78-63 | 77-65  | 83-73  | 78-67  | 87-83  | 84-77   | 89-83 |         | 79-81 | 75-56 | 72-90   | 102-66 | 73-65 | 96-89 | 92-62  | 68-87 |
| Lyon-Villeurbanne                                                  | 89-65  | 86-64   | 56-64 | 89-75  | 67-56  | 79-67  | 79-56  | 54-65   | 80-67 | 74-83   |       | 69-67 | 65-88   | 64-60  | 77-71 | 84-59 | 74-79  | 75-90 |
| Nancy                                                              | 105-74 | 94-68   | 74-59 | 72-77  | 98-94  | 64-73  | 67-61  | 78-84   | 71-74 | 101-107 | 72-66 |       | 70-79   | 73-64  | 64-74 | 75-83 | 96-83  | 65-78 |
| Nanterre                                                           | 84-70  | 84-62   | 89-66 | 106-88 | 84-71  | 61-73  | 74-68  | 61-68   | 73-61 | 72-75   | 76-65 | 77-84 |         | 94-81  | 60-71 | 82-46 | 101-89 | 73-69 |
| Orléans                                                            | 79-86  | 76-74   | 98-80 | 77-84  | 72-79  | 79-62  | 88-73  | 73-71   | 81-86 | 91-85   | 72-78 | 71-80 | 73-89   |        | 68-88 | 75-89 | 83-87  | 60-82 |
| Paris-Levallois                                                    | 86-69  | 80-76   | 84-94 | 87-66  | 89-96  | 75-87  | 99-107 | 81-59   | 74-65 | 92-66   | 64-60 | 64-77 | 80-76   | 76-77  |       | 70-71 | 83-73  | 68-83 |
| Pau-Lacq-Orthez                                                    | 90-59  | 77-64   | 73-90 | 83-91  | 92-81  | 80-77  | 67-69  | 75-84   | 85-91 | 79-69   | 67-78 | 76-79 | 77-91   | 72-60  | 70-59 |       | 83-55  | 58-86 |
| Rouen                                                              | 98-84  | 68-81   | 70-77 | 84-97  | 98-66  | 84-90  | 76-83  | 68-76   | 75-68 | 76-74   | 82-89 | 66-67 | 60-69   | 88-86  | 64-58 | 88-69 |        | 76-89 |
| Strasbourg                                                         | 93-71  | 76-63   | 85-84 | 56-63  | 77-63  | 63-56  | 77-58  | 63-54   | 67-68 | 56-65   | 68-58 | 82-72 | 69-49   | 80-61  | 89-80 | 70-62 | 77-68  |       |
| - Victoire à domicile - Victoire à l'extérieur - Match non disputé |        |         |       |        |        |        |        |         |       |         |       |       |         |        |       |       |        |       |

### Évolution du classement
| Équipe / Journée     | 1                | 2  | 3  | 4  | 5  | 6  | 7  | 8  | 9  | 10 | 11 | 12 | 13 | 14 | 15 | 16 | 17 | 18 | 19 | 20 | 21 | 22 | 23 | 24 | 25 | 26 | 27 | 28 | 29 | 30 | 31 | 32 | 33 | 34 | En tête | Relégable |    |
| -------------------- | ---------------- | -- | -- | -- | -- | -- | -- | -- | -- | -- | -- | -- | -- | -- | -- | -- | -- | -- | -- | -- | -- | -- | -- | -- | -- | -- | -- | -- | -- | -- | -- | -- | -- | -- | ------- | --------- | -- |
| Équipe / Journée     | Boulogne-sur-Mer | 16 | 18 | 18 | 18 | 18 | 18 | 18 | 18 | 18 | 18 | 18 | 18 | 18 | 17 | 17 | 17 | 17 | 17 | 17 | 18 | 18 | 18 | 18 | 18 | 18 | 18 | 18 | 18 | 18 | 18 | 18 | 18 | 18 | 18      | -         | 33 |
| Bourg-en-Bresse      | 12               | 17 | 13 | 10 | 14 | 15 | 17 | 17 | 17 | 17 | 17 | 17 | 17 | 18 | 18 | 18 | 18 | 18 | 18 | 17 | 17 | 17 | 17 | 17 | 17 | 17 | 17 | 17 | 17 | 17 | 17 | 17 | 17 | 17 | -       | 29        |    |
| Chalon-sur-Saône     | 18               | 8  | 14 | 12 | 8  | 10 | 5  | 5  | 8  | 6  | 7  | 7  | 6  | 7  | 10 | 13 | 10 | 8  | 11 | 10 | 9  | 7  | 11 | 12 | 12 | 12 | 12 | 12 | 12 | 12 | 11 | 8  | 8  | 8  | -       | 1         |    |
| Châlons-Reims        | 10               | 15 | 17 | 15 | 10 | 14 | 16 | 13 | 14 | 15 | 14 | 14 | 12 | 14 | 15 | 15 | 14 | 14 | 14 | 14 | 12 | 11 | 12 | 11 | 9  | 7  | 10 | 9  | 10 | 11 | 12 | 11 | 12 | 12 | -       | 1         |    |
| Cholet               | 6                | 11 | 11 | 11 | 7  | 8  | 7  | 7  | 12 | 11 | 10 | 12 | 13 | 13 | 13 | 14 | 15 | 15 | 15 | 15 | 15 | 15 | 15 | 15 | 15 | 15 | 15 | 15 | 15 | 15 | 15 | 15 | 14 | 14 | -       | -         |    |
| Dijon                | 13               | 10 | 7  | 9  | 6  | 6  | 8  | 6  | 5  | 5  | 5  | 5  | 4  | 4  | 4  | 4  | 4  | 4  | 4  | 4  | 4  | 4  | 4  | 6  | 8  | 9  | 7  | 7  | 7  | 9  | 10 | 12 | 11 | 10 | -       | -         |    |
| Gravelines-Dunkerque | 3                | 7  | 5  | 5  | 4  | 4  | 3  | 3  | 3  | 3  | 4  | 4  | 5  | 9  | 6  | 8  | 9  | 12 | 12 | 12 | 11 | 8  | 9  | 10 | 10 | 11 | 8  | 8  | 8  | 7  | 7  | 9  | 9  | 9  | -       | -         |    |
| Le Havre             | 7                | 1  | 3  | 2  | 5  | 5  | 9  | 11 | 13 | 14 | 13 | 13 | 14 | 12 | 14 | 7  | 8  | 7  | 9  | 7  | 8  | 10 | 10 | 7  | 6  | 5  | 5  | 5  | 5  | 5  | 4  | 4  | 4  | 6  | 1       | -         |    |
| Le Mans              | 11               | 14 | 10 | 6  | 11 | 7  | 10 | 8  | 6  | 9  | 12 | 10 | 8  | 6  | 7  | 5  | 7  | 5  | 8  | 9  | 7  | 9  | 8  | 9  | 11 | 10 | 9  | 11 | 9  | 8  | 8  | 7  | 5  | 4  | -       | -         |    |
| Limoges              | 2                | 3  | 2  | 3  | 2  | 1  | 1  | 1  | 1  | 1  | 1  | 2  | 1  | 1  | 1  | 1  | 1  | 3  | 3  | 3  | 3  | 3  | 3  | 3  | 3  | 3  | 3  | 3  | 3  | 3  | 3  | 3  | 3  | 3  | 11      | -         |    |
| Lyon-Villeurbanne    | 14               | 9  | 12 | 16 | 9  | 13 | 15 | 14 | 11 | 8  | 11 | 11 | 11 | 11 | 5  | 11 | 12 | 10 | 7  | 8  | 10 | 12 | 7  | 8  | 7  | 8  | 6  | 6  | 6  | 6  | 6  | 6  | 6  | 5  | -       | -         |    |
| Nancy                | 17               | 12 | 6  | 7  | 12 | 9  | 6  | 9  | 7  | 10 | 6  | 9  | 9  | 8  | 8  | 6  | 5  | 6  | 5  | 5  | 5  | 6  | 5  | 4  | 5  | 4  | 4  | 4  | 4  | 4  | 5  | 5  | 7  | 7  | -       | 1         |    |
| Nanterre             | 1                | 6  | 4  | 4  | 3  | 3  | 4  | 4  | 4  | 4  | 3  | 3  | 3  | 2  | 2  | 2  | 2  | 1  | 1  | 2  | 2  | 2  | 2  | 2  | 2  | 2  | 2  | 2  | 2  | 2  | 2  | 2  | 2  | 2  | 3       | -         |    |
| Orléans              | 15               | 16 | 15 | 17 | 17 | 16 | 13 | 16 | 16 | 13 | 16 | 16 | 16 | 16 | 16 | 16 | 16 | 16 | 16 | 16 | 16 | 16 | 16 | 16 | 16 | 16 | 16 | 16 | 16 | 16 | 16 | 16 | 16 | 16 | -       | 2         |    |
| Paris-Levallois      | 9                | 5  | 8  | 8  | 13 | 11 | 11 | 10 | 10 | 12 | 9  | 8  | 10 | 10 | 12 | 10 | 6  | 9  | 6  | 6  | 6  | 5  | 6  | 5  | 4  | 6  | 11 | 10 | 11 | 10 | 9  | 10 | 10 | 11 | -       | -         |    |
| Pau-Lacq-Orthez      | 4                | 13 | 16 | 14 | 15 | 12 | 12 | 15 | 15 | 16 | 15 | 15 | 15 | 15 | 11 | 12 | 13 | 11 | 10 | 11 | 13 | 13 | 13 | 13 | 13 | 13 | 13 | 13 | 13 | 13 | 13 | 13 | 13 | 13 | -       | -         |    |
| Rouen                | 8                | 4  | 9  | 13 | 16 | 17 | 14 | 12 | 9  | 7  | 8  | 6  | 7  | 5  | 9  | 9  | 11 | 13 | 13 | 13 | 14 | 14 | 14 | 14 | 14 | 14 | 14 | 14 | 14 | 14 | 14 | 14 | 15 | 13 | -       | 1         |    |
| Strasbourg           | 5                | 2  | 1  | 1  | 1  | 2  | 2  | 2  | 2  | 2  | 2  | 1  | 2  | 3  | 3  | 3  | 3  | 2  | 2  | 1  | 1  | 1  | 1  | 1  | 1  | 1  | 1  | 1  | 1  | 1  | 1  | 1  | 1  | 1  | 19      | -         |    |

### Leaders statistiques
| Catégorie                     | Joueur          | Équipe            | Statistiques |
| ----------------------------- | --------------- | ----------------- | ------------ |
| Évaluation par match          | Adrien Moerman  | Limoges           | 19,80        |
| Points par match              | Erving Walker   | Dijon             | 16,87        |
| Rebonds par match             | Randal Falker   | Nancy             | 9,93         |
| Rebonds défensifs par match   | Adrien Moerman  | Limoges           | 7,27         |
| Rebonds offensifs par match   | Randal Falker   | Nancy             | 3,67         |
| Passes décisives par match    | Mike Green      | Paris-Levallois   | 7,60         |
| Interceptions par match       | Kyle Weems      | Nanterre          | 2,13         |
| Balles perdues par match      | Ricardo Greer   | Le Havre          | 3,07         |
| Contres par match             | Abdoulaye Loum  | Orléans           | 2,10         |
| Fautes par match              | Tasmin Mitchell | Châlons-Reims     | 3,53         |
| Fautes provoquées par match   | Erving Walker   | Dijon             | 6,20         |
| Dunks par match               | Darryl Watkins  | Châlons-Reims     | 1,93         |
| Pourcentage aux tirs          | Ahmad Nivins    | Lyon-Villeurbanne | 67,44 %      |
| Pourcentage aux lancer-francs | Blake Schilb    | Paris-Levallois   | 96,67 %      |
| Pourcentage à 2 points        | Ahmad Nivins    | Lyon-Villeurbanne | 67,97 %      |
| Pourcentage à 3 points        | David Noel      | Orléans           | 58,33 %      |

| Catégorie                     | Équipe               | Statistiques |
| ----------------------------- | -------------------- | ------------ |
| Évaluation par match          | Nanterre             | 95,33        |
| Points par match              | Nanterre             | 83,73        |
| Rebonds par match             | Nancy                | 39,20        |
| Rebonds défensifs par match   | Limoges              | 27,40        |
| Rebonds offensifs par match   | Nancy                | 12,80        |
| Passes décisives par match    | Limoges              | 19,60        |
| Interceptions par match       | Nanterre             | 8,80         |
| Balles perdues par match      | Pau-Lacq-Orthez      | 15,47        |
| Contres par match             | Paris-Levallois      | 4,80         |
| Fautes par match              | Limoges              | 20,93        |
| Fautes provoquées par match   | Gravelines-Dunkerque | 21,33        |
| Pourcentage aux tirs          | Nanterre             | 50,27 %      |
| Pourcentage aux lancer-francs | Lyon-Villeurbanne    | 82,04 %      |
| Pourcentage à 2 points        | Nanterre             | 57,39 %      |
| Pourcentage à 3 points        | Nanterre             | 39,35 %      |

### Records statistiques
| Catégorie                  | Joueur                                 | Équipe                                 | Record |
| -------------------------- | -------------------------------------- | -------------------------------------- | ------ |
| Évaluation                 | Ahmad Nivins                           | Lyon-Villeurbanne                      | 34     |
| Points                     | Sharrod Ford Pape Sy                   | Paris-Levallois Gravelines-Dunkerque   | 29     |
| Paniers marqués            | Keddric Mays                           | Boulogne-sur-Mer                       | 11     |
| Paniers tentés             | Ricardo Greer                          | Le Havre                               | 21     |
| Paniers à 3 points réussis | Jamal Shuler Pape Sy Keydren Clark     | Nanterre Gravelines-Dunkerque Nanterre | 6      |
| Paniers à 3 points tentés  | Keddric Mays                           | Boulogne-sur-Mer                       | 11     |
| Lancers francs réussis     | Pape Sy                                | Gravelines-Dunkerque                   | 13     |
| Lancers francs tentés      | Pape Sy                                | Gravelines-Dunkerque                   | 14     |
| Rebonds                    | Adrien Moerman                         | Limoges CSP                            | 17     |
| Rebonds offensifs          | Mouhammadou Jaiteh                     | Nanterre                               | 9      |
| Rebonds défensifs          | Shawn King                             | Le Havre                               | 11     |
| Passes décisives           | Andrew Albicy                          | Gravelines-Dunkerque                   | 13     |
| Interceptions              | Jean-Michel Mipoka                     | Rouen                                  | 7      |
| Balles perdues             | Taurean Green                          | Lyon-Villeurbanne                      | 7      |
| Contres                    | John Flowers Sharrod Ford Landing Sané | Bourg-en-Bresse Paris-Levallois        | 4      |
| Fautes provoquées          | Erving Walker Pape Sy                  | Dijon Gravelines-Dunkerque             | 10     |
| Minutes                    | John Flowers                           | Bourg-en-Bresse                        | 42     |

| Catégorie                  | Équipe                              | Record |
| -------------------------- | ----------------------------------- | ------ |
| Évaluation                 | Limoges                             | 139    |
| Points                     | Gravelines-Dunkerque                | 107    |
| Paniers marqués            | Limoges                             | 42     |
| Paniers tentés             | Boulogne-sur-Mer                    | 79     |
| Paniers à 3 points réussis | Nanterre                            | 14     |
| Paniers à 3 points tentés  | Boulogne-sur-Mer                    | 33     |
| Lancers francs réussis     | Le Havre                            | 26     |
| Lancers francs tentés      | Le Havre                            | 38     |
| Rebonds                    | Le Havre Pau Châlons-Reims Le Havre | 43     |
| Rebonds offensifs          | Gravelines-Dunkerque                | 16     |
| Rebonds défensifs          | Châlons-Reims                       | 37     |
| Passes décisives           | Paris-Levallois Limoges             | 30     |
| Interceptions              | Rouen                               | 16     |
| Balles perdues             | Paris-Levallois                     | 26     |
| Contres                    | Paris-Levallois                     | 10     |
| Fautes                     | Limoges                             | 29     |
| Fautes provoquées          | Le Havre                            | 29     |

## Playoffs

### Tableau
|  | Quarts de finale          | Quarts de finale             | Quarts de finale | Quarts de finale |                                |    | Demi-finales | Demi-finales | Demi-finales                   | Demi-finales | Demi-finales | Demi-finales |  |  | Finale | Finale | Finale | Finale | Finale | Finale |
|  |                           |                              |                  |                  |                                |    |              |              |                                |              |              |              |  |  |        |        |        |        |        |        |
|  | Les 23, 25 et 27 mai 2015 |                              |                  |                  |                                |    |              |              |                                |              |              |              |  |  |        |        |        |        |        |        |
|  |                           |                              |                  |                  |                                |    |              |              |                                |              |              |              |  |  |        |        |        |        |        |        |
|  | (1) Strasbourg            | 65                           | 71               | 78               |                                |    |              |              |                                |              |              |              |  |  |        |        |        |        |        |        |
|  | (1) Strasbourg            | 65                           | 71               | 78               | Les 30 mai, 1er et 4 juin 2015 |    |              |              |                                |              |              |              |  |  |        |        |        |        |        |        |
|  | (8) Chalon-sur-Saône      | 62                           | 79               | 65               |                                |    |              |              |                                |              |              |              |  |  |        |        |        |        |        |        |
|  | (8) Chalon-sur-Saône      | 62                           | 79               | 65               | (1) Strasbourg                 | 78 | 86           | 85           |                                |              |              |              |  |  |        |        |        |        |        |        |
|  | Les 23, 25 et 27 mai 2015 |                              |                  |                  | (1) Strasbourg                 | 78 | 86           | 85           |                                |              |              |              |  |  |        |        |        |        |        |        |
|  |                           | (4) Le Mans                  | 69               | 79               | 72                             |    |              |              |                                |              |              |              |  |  |        |        |        |        |        |        |
|  | (4) Le Mans               | (4) Le Mans                  | 69               | 79               | 72                             | 71 | 68           | 69           |                                |              |              |              |  |  |        |        |        |        |        |        |
|  | (4) Le Mans               |                              |                  |                  |                                | 71 | 68           | 69           | Les 12, 14, 18 et 20 juin 2015 |              |              |              |  |  |        |        |        |        |        |        |
|  | (5) Lyon-Villeurbanne     | 70                           | 74               | 60               |                                |    |              |              |                                |              |              |              |  |  |        |        |        |        |        |        |
|  | (5) Lyon-Villeurbanne     | 70                           | 74               | 60               | (1) Strasbourg                 | 68 | 66           | 59           | 75                             |              |              |              |  |  |        |        |        |        |        |        |
|  | Les 22 et 24 mai 2015     |                              |                  |                  | (1) Strasbourg                 | 68 | 66           | 59           | 75                             |              |              |              |  |  |        |        |        |        |        |        |
|  |                           | (3) Limoges                  | 70               | 52               | 71                             | 82 |              |              |                                |              |              |              |  |  |        |        |        |        |        |        |
|  | (2) Nanterre              | (3) Limoges                  | 70               | 52               | 71                             | 82 | 76           | 68           |                                |              |              |              |  |  |        |        |        |        |        |        |
|  | (2) Nanterre              | Les 31 mai, 2 et 5 juin 2015 |                  |                  |                                |    | 76           | 68           |                                |              |              |              |  |  |        |        |        |        |        |        |
|  | (7) Nancy                 | 84                           | 82               |                  |                                |    |              |              |                                |              |              |              |  |  |        |        |        |        |        |        |
|  | (7) Nancy                 | 84                           | 82               | (7) Nancy        | 61                             | 74 | 77           |              |                                |              |              |              |  |  |        |        |        |        |        |        |
|  | Les 22 et 24 mai 2015     |                              |                  | (7) Nancy        | 61                             | 74 | 77           |              |                                |              |              |              |  |  |        |        |        |        |        |        |
|  |                           | (3) Limoges                  | 78               | 92               | 82                             |    |              |              |                                |              |              |              |  |  |        |        |        |        |        |        |
|  | (3) Limoges               | (3) Limoges                  | 78               | 92               | 82                             | 78 | 81           |              |                                |              |              |              |  |  |        |        |        |        |        |        |
|  | (3) Limoges               |                              |                  |                  |                                | 78 | 81           |              |                                |              |              |              |  |  |        |        |        |        |        |        |
|  | (6) Le Havre              | 75                           | 75               |                  |                                |    |              |              |                                |              |              |              |  |  |        |        |        |        |        |        |
|  | (6) Le Havre              | 75                           | 75               |                  |                                |    |              |              |                                |              |              |              |  |  |        |        |        |        |        |        |
|  |                           |                              |                  |                  |                                |    |              |              |                                |              |              |              |  |  |        |        |        |        |        |        |

## Récompenses individuelles

### Trophées LNB
| Meilleur joueur (MVP) - Adrien Moerman (Limoges) Meilleur marqueur - Steven Gray (Dijon) Meilleur entraîneur - Vincent Collet (Strasbourg) Meilleur défenseur - Florent Piétrus (Nancy) Meilleur jeune - Petr Cornelie (Le Mans) | Meilleure progression - Benjamin Sene (Nancy) Meilleur contreur - Shawn King (Le Havre) Meilleur entraîneur des centres de formation - Lauriane Dolt (Strasbourg) Meilleur arbitre - Joseph Bissang |

Meilleur sixième homme
Depuis la saison 2014-2015, le trophée du sixième homme (officiellement « trophée DLSIxième homme » du nom du sponsor principal, DLSI) récompense le meilleur remplaçant de chacune des deux phases (aller et retour) du championnat de France de Pro A. Pour être éligible, un joueur doit avoir disputé au moins les deux tiers des rencontres de son équipe, tout en s'étant trouvé dans le cinq majeur dans moins d'un tiers de ceux-ci.
- Phase aller :  Jamar Smith (Limoges)
- Phase retour :  Darnell Harris (Orléans)

### MVPs par journée de la saison régulière
| Journée | Joueur                    | Équipe                     | Évaluation |
| ------- | ------------------------- | -------------------------- | ---------- |
| 1       | Blake Schilb (1/1)        | Paris-Levallois (1/1)      | 22         |
| 2       | Ahmad Nivins (1/1)        | ASVEL (1/2)                | 34         |
| 3       | John Flowers (1/1)        | Bourg-en-Bresse (1/2)      | 32         |
| 4       | Shawn King (1/1)          | Le Havre (1/2)             | 33         |
| 5       | Trey McKinney-Jones (1/1) | Gravelines-Dunkerque (1/1) | 28         |
| 6       | Adrien Moerman (1/3)      | Limoges (1/5)              | 33         |
| 7       | Zachery Peacock (1/1)     | Cholet (1/1)               | 37         |
| 8       | Edwin Jackson (1/1)       | ASVEL (2/2)                | 32         |
| 9       | Adrien Moerman (2/3)      | Limoges (2/5)              | 32         |
| 10      | Jamar Smith (1/1)         | Limoges (3/5)              | 29         |
| 11      | Jamal Shuler (1/1)        | Nanterre (1/3)             | 38         |
| 12      | Mark Payne (1/3)          | Châlons-Reims (1/3)        | 28         |
| 13      | Kevin Dillard (1/1)       | Pau-Lacq-Orthez (1/1)      | 27         |
| 14      | Tweety Carter (1/1)       | Boulogne-sur-Mer (1/3)     | 30         |
| 15      | Mykal Riley (1/2)         | Nanterre (2/3)             | 36         |
| 16      | Rodrigue Beaubois (1/1)   | Le Mans (1/1)              | 38         |
| 17      | Florent Piétrus (1/1)     | Nancy (1/2)                | 30         |
| 18      | Darnell Harris (1/2)      | Orléans (1/3)              | 41         |
| 19      | Mikal Riley (2/2)         | Nanterre (3/3)             | 32         |
| 20      | Jordan Aboudou (1/1)      | Chalon-sur-Saône (1/2)     | 30         |
| 21      | Nobel Boungou Colo (1/1)  | Limoges (4/5)              | 30         |
| 22      | Mark Payne (2/3)          | Châlons-Reims (2/3)        | 38         |
| 23      | Randal Falker (1/1)       | Nancy (2/2)                | 28         |
| 24      | Ricardo Greer (1/1)       | Le Havre (2/2)             | 28         |
| 25      | Marcus Dove (1/1)         | Chalon-sur-Saône (2/2)     | 32         |
| 26      | Adrien Moerman (3/3)      | Limoges (5/5)              | 33         |
| 27      | Erving Walker (1/1)       | Dijon (1/1)                | 38         |
| 28      | Mark Payne (3/3)          | Châlons-Reims (3/3)        | 36         |
| 29      | Bangaly Fofana (1/1)      | Strasbourg (1/1)           | 29         |
| 30      | Darnell Harris (1/2)      | Orléans (2/3)              | 35         |
| 31      | Devin Booker (1/1)        | Bourg-en-Bresse (2/2)      | 26         |
| 32      | Brian Greene (1/1)        | Orléans (3/3)              | 27         |
| 33      | Stephen Brun (1/1)        | Boulogne-sur-Mer (2/3)     | 30         |
| 34      | Kenny Boynton (1/1)       | Boulogne-sur-Mer (3/3)     | 33         |

### MVPs par mois de la saison régulière
| Mois     | Joueur                  | Équipe           | Évaluation | Points | Rebonds | Passes |
| -------- | ----------------------- | ---------------- | ---------- | ------ | ------- | ------ |
| Octobre  | Adrien Moerman (1/2)    | Limoges (1/2)    | 20,6       | 14,4   | 7,8     | 2,6    |
| Novembre | Adrien Moerman (2/2)    | Limoges (2/2)    | 24,0       | 14,2   | 11,0    |        |
| Décembre | Rodrigue Beaubois (1/1) | Le Mans (1/1)    | 13,4       | 14,0   | 3,3     | 2,2    |
| Janvier  | Mykal Riley (1/1)       | Nanterre (1/1)   | 25,3       | 20,7   | 5,3     | 5,3    |
| Février  | Louis Campbell (1/1)    | Strasbourg (1/1) | 18,3       | 12,0   | 4,3     | 5,7    |
| Mars     | Florent Piétrus (1/2)   | Nancy (1/2)      | 19,0       | 11,0   | 7,0     | 3,0    |
| Avril    | Florent Piétrus (2/2)   | Nancy (2/2)      | 20,0       | 12,3   | 10,3    |        |

## Clubs engagés en Coupe d'Europe

### Euroligue
| Équipe            | Tour préliminaire     | Tour préliminaire     | Saison régulière     | Saison régulière     | Top 16               | Top 16               | Playoffs             | Playoffs             | Bilan général |
| Équipe            | Stade                 | Vic-Def               | Groupe               | Vic-Def              | Groupe               | Vic-Def              | Stade                | Vic-Def              | Vic-Def       |
| ----------------- | --------------------- | --------------------- | -------------------- | -------------------- | -------------------- | -------------------- | -------------------- | -------------------- | ------------- |
| Limoges           | Qualification directe | Qualification directe | 6e du groupe B       | 2 - 8 (20%)          | Reversé en EuroCoupe | Reversé en EuroCoupe | Reversé en EuroCoupe | Reversé en EuroCoupe | 2 - 8 (20%)   |
| Lyon-Villeurbanne | Finaliste             | 2 - 1 (67%)           | Reversé en EuroCoupe | Reversé en EuroCoupe | Reversé en EuroCoupe | Reversé en EuroCoupe | Reversé en EuroCoupe | Reversé en EuroCoupe | 2 - 1 (67%)   |
| Strasbourg        | Demi-finaliste        | 1 - 1 (50%)           | Reversé en EuroCoupe | Reversé en EuroCoupe | Reversé en EuroCoupe | Reversé en EuroCoupe | Reversé en EuroCoupe | Reversé en EuroCoupe | 1 - 1 (50%)   |

### Eurocoupe
| Équipe            | Saison régulière            | Saison régulière            | Last 32        | Last 32     | Playoffs        | Playoffs    | Bilan général |
| Équipe            | Groupe                      | Vic-Def                     | Groupe         | Vic-Def     | Stade           | Vic-Def     | Vic-Def       |
| ----------------- | --------------------------- | --------------------------- | -------------- | ----------- | --------------- | ----------- | ------------- |
| Dijon             | 3e du groupe B              | 6 - 4 (60%)                 | 3e du groupe K | 2 - 4 (33%) | Éliminé         | Éliminé     | 8 - 8 (50%)   |
| Limoges           | Participation à l'Euroligue | Participation à l'Euroligue | 3e du groupe J | 3 - 3 (50%) | Éliminé         | Éliminé     | 3 - 3 (50%)   |
| Lyon-Villeurbanne | 5e du groupe B              | 3 - 7 (30%)                 | Éliminé        | Éliminé     | Éliminé         | Éliminé     | 3 - 7 (30%)   |
| Nancy             | 2e du groupe C              | 6 - 4 (60%)                 | 4e du groupe N | 1 - 5 (17%) | Éliminé         | Éliminé     | 7 - 9 (44%)   |
| Paris-Levallois   | 3e du groupe A              | 5 - 5 (50%)                 | 2e du groupe M | 3 - 3 (50%) | Quart de finale | 3 - 1 (75%) | 11 - 9 (55%)  |
| Strasbourg        | 1er du groupe A             | 8 - 2 (80%)                 | 3e du groupe G | 3 - 3 (50%) | Éliminé         | Éliminé     | 11 - 5 (69%)  |

### Eurochallenge
| Équipe   | Saison régulière | Saison régulière | Last 16         | Last 16     | Playoffs        | Playoffs     | Bilan général |
| Équipe   | Groupe           | Vic-Def          | Groupe          | Vic-Def     | Stade           | Vic-Def      | Vic-Def       |
| -------- | ---------------- | ---------------- | --------------- | ----------- | --------------- | ------------ | ------------- |
| Le Mans  | 1er du groupe G  | 5 - 1 (83%)      | 2e du groupe J  | 4 - 2 (67%) | Quart de finale | 1 - 2 (33%)  | 10 - 5 (67%)  |
| Nanterre | 1er du groupe E  | 5 - 1 (83%)      | 1er du groupe J | 4 - 2 (67%) | Vainqueur       | 4 - 0 (100%) | 13 - 3 (81%)  |